# 백운산터널 도로사업
백운산터널 도로사업은 의왕백운지식문화밸리와 성남대장지구를 잇는 도로개발사업이다. 대림산업 컨소시엄이 경기도에 제한한 손익공유형 민간투자사업(BTO-a)으로 추진중이다. 터널 4개소, 교량 13개소, 유출입시설 3개소 등이 계획됐으며, 사업비는 3000억원(공사비 2000억원) 규모를 예상한다.

## 역사
- 2014년 : 대한건설ENG에서 의왕~성남 고속화도로 최초제안 설계용역 수주
- 2016년 : 사업서 제출
- 2018년 9월 : 적격성 조사를 통과
- 2021년 1월 : 경기도가 대림산업 컨소시엄에 반려 공문을 발송
- 2021년 4월 : 과천-서충주 고속도로 사업과 중복으로 사업성이 없다는 민원 답변

## 접속하는 도로
- 용인서울고속도로 서분당(고기) 나들목
- 봉담과천도시고속화도로 청계 나들목
- 의일로
- 지방도 제334호선 동막로